# Cumulopuntia unguispina
Cumulopuntia unguispina es una especie de planta suculenta perteneciente al género Cumulopuntia, dentro de la familia Cactaceae. Es endémica de Perú (concretamente del departamento peruano de Arequipa). 

## Descripción
Cumulopuntia unguispina es una especie de cactus de crecimiento bajo solitario, que a veces se ramifica lateralmente y forma cojines de hasta 15 cm de alto. 
Las tallos son articulados y están formados por segmentos de forma esférica u ovoide. Están ligeramente tuberculados, tienen la epidermis de color verde en época húmeda y rojo-violácea en época seca, y su raíz es de tipo fibrosa. Son regordetes, miden de 3 a 7,7 cm de largo y de 2,1 a 3,8 cm de diámetro. Las hojas son diminutas, suelen ser cilíndricas y se caen prematuramente.
Sobre los tallos se asientan de 36 a 56 areolas por segmento y son de tipo circular. Miden de 1,4 a 6,7 mm de largo, de 1,1 a 6 mm de diámetro y están distanciadas unas de otras de 3,6 a 13,6 mm. Contienen gloquidios amarillentos de 3 a 5,5 mm y pelos de color crema.
El número de espinas es variable, llegando a tener hasta 17 por areola, aunque a veces pueden estar ausentes. Inicialmente son de color pardo-oscuras con la base rojiza, pero con el tiempo se tornan grises. Son generalmente ondeadas y miden de 0,6 a 3,2 cm de largo.
Las flores aparecen de 1 a 2 en los ápices de los tallos, son diurnas y actinomorfas. Miden de 3,9 a 5,3 cm de diámetro y tienen el pericarpelo de color verde. Presentan areolas que tienen de 4 a 6 espinas apicales, son de color pardas con la base rojiza y miden de 0,3 a 1 cm de largo. Los tépalos son inicialmente de color amarillo y luego se tornan anaranjados al marchitarse. El androceo está formado por estambres sensitivos con anteras de color amarillo. El gineceo tiene el ovario blanquecino-verdoso, el estilo blanco-amarillento y los estigmas amarillentos.
El fruto es subgloboso comprimido, umbilicado y de color amarillento o rojizo. Mide de 2 a 2,5 cm de largo y de 1,3 a 1,6 cm de diámetro. Presenta de 32 a 41 areolas, con pelos amarillentos o grises y gloquidios amarillentos. Hacia el ápice, cada areola presenta hasta 4 espinas rectas, de 0,4 a 0,7 cm de largo, inicialmente son de color pardo rojizas y más tarde grises. En su interior contiene de 4 a 36 semillas globosas-lenticulares y de color crema. Son lisas, sin brillo y miden de 3 a 4,1 mm de largo, con una faja funicular de 0,5 a 0,7 mm de ancho.

## Distribución y hábitat
El área de distribución nativa de esta especie es Perú (concretamente del departamento peruano de Arequipa) y crece principalmente en biomas desérticos o de matorral seco, a altitudes de 1920 a 2215 metros sobre el nivel del mar.
Se desarrolla en ambientes áridos con escasa precipitación, creciendo sobre suelos abiertos, arenosos y rocosos, en pendientes moderadas y escasa vegetación. Se asocia a otras especies de plantas anuales como Aristida adscensionis, Allionia incarnata, Mirabilis elegans, Tiquilia elongata, Tiquilia paronychioides Tiquilia grandiflora y Viola weberbaueri.

## Ecología
Cumulopuntia unguispina florece después de la época de lluvia, de mayo a junio, y fructifica de julio a octubre. Sus flores son polinizadas por himenópteros (avispas), coleópteros (escarabajos) y lepidópteros (mariposas).

## Taxonomía
La primera descripción de esta especie fue como Opuntia unguispina, publicada en 1937 por el botánico alemán Curt Backeberg en la revista científica Blätter für Kakteenforschung 4(7): 7.
Posteriormente, los botánicos Friedrich Ritter, Anthony Pauca y Victor Quipuscoa colocaron la especie en el género Cumulopuntia, pasando a llamarse Cumulopuntia unguispina y anotando estos cambios en la revista científica Darwiniana, n.s., 8: 365 en el año 2020.
Etimología
- Cumulopuntia: nombre genérico formado por dos palabras: el sustantivo latino cumulus (que significa 'cúmulo', 'montón' o 'masa amontonada') y el género Opuntia, (con el que el género tiene similitudes), haciendo referencia al crecimiento de la planta en forma de montones de tallos apilados.
- unguispina: epíteto específico que deriva de las palabras latinas unguis, (que significa 'uña') y spina (que significa 'espina'), haciendo referencia que las espinas de esta especie tienen forma de uña.[4]

## Usos
Se cultiva principalmente como planta ornamental y su propagación se realiza a través de esquejes o semillas.